# 위양구

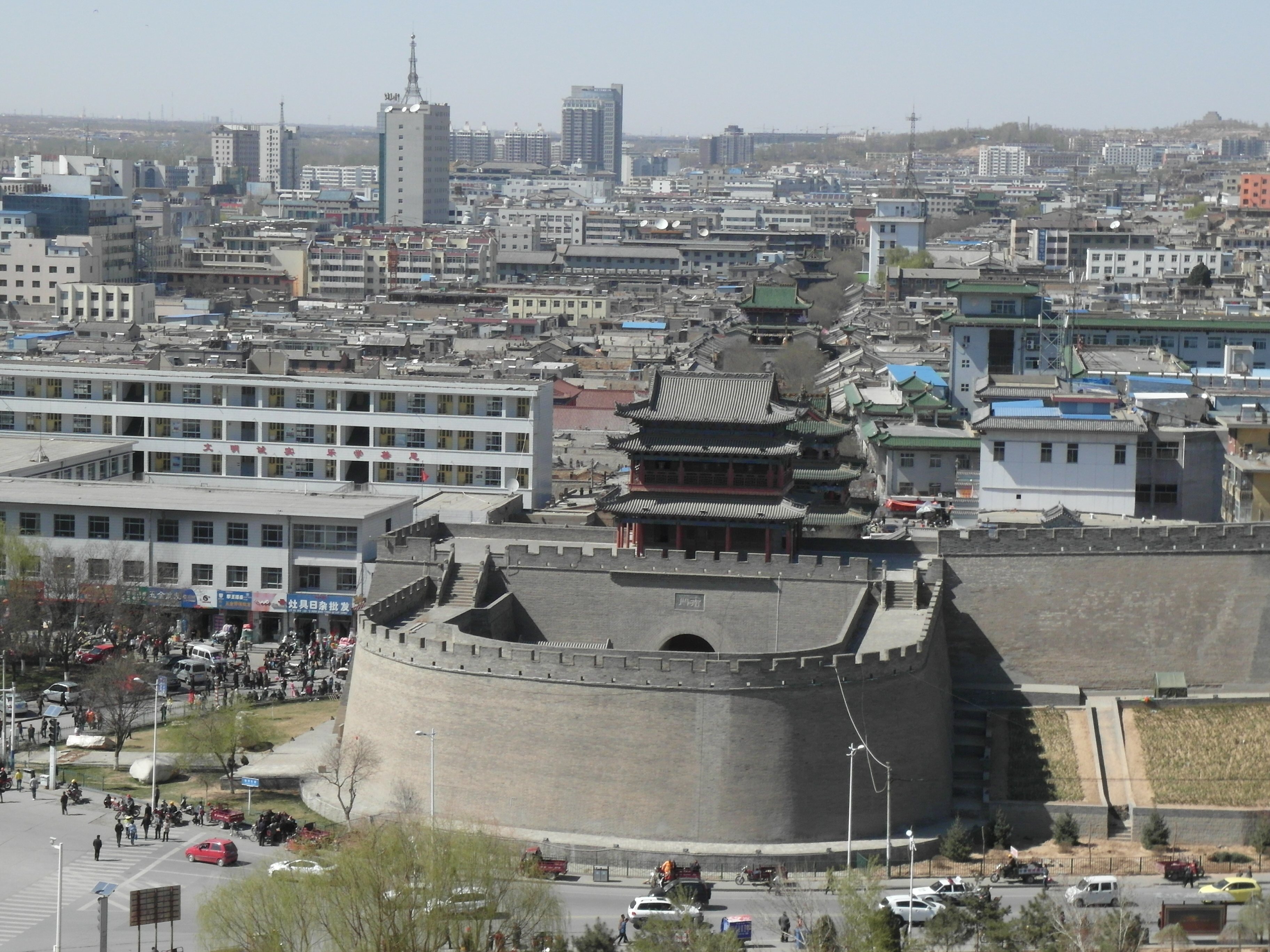

위양구(한국어: 유양구, 중국어: 榆阳区, 병음: Yúyáng Qū)는 중화인민공화국 산시성 위린시의 현급 행정구역이다. 넓이는 7,053km2이고, 인구는 2007년 기준으로 490,000명이다.

## 행정 구역
7개 가도, 12개 진, 12개 향을 관할한다.
- 가도: 鼓楼街道, 青山路街道, 上郡路街道, 新明楼街道, 驼峰路街道, 崇文路街道, 航宇路街道.
- 진: 鱼河镇, 上盐湾镇, 镇川镇, 清泉镇, 安崖镇, 麻黄梁镇, 牛家梁镇, 金鸡滩镇, 马合镇, 巴拉素镇, 榆阳镇, 鱼河峁镇.
- 향: 余兴庄乡, 刘千河乡, 古塔乡, 青云乡, 大河塔乡, 孟家湾乡, 小壕兔乡, 岔河则乡, 补浪河乡, 红石桥乡, 小纪汗乡, 芹河乡.